# David Tudor
Pour les articles homonymes, voir Tudor.
 (mars 2018).
Si vous disposez d'ouvrages ou d'articles de référence ou si vous connaissez des sites web de qualité traitant du thème abordé ici, merci de compléter l'article en donnant les références utiles à sa vérifiabilité et en les liant à la section « Notes et références ».
David Tudor (Philadelphie, 20 janvier 1926 - 13 août 1996) est un pianiste et compositeur de musique expérimentale des États-Unis.

## Biographie
Il étudie le piano avec Irma Wolpe et la composition avec Stefan Wolpe et devient pianiste d'avant-garde. Il assure la création américaine de la sonate pour piano n° 2 de Pierre Boulez en 1950. Karlheinz Stockhausen lui dédie son Klavierstück VI (1955). Tudor a aussi donné les premières exécutions d’œuvres de Morton Feldman, Earle et La Monte Young (Piano Pieces for David Tudor (1960)). György Ligeti lui a aussi dédié Trois bagatelles (Three Bagatelles, for David Tudor (1961)).
Mais son nom est surtout associé à celui de John Cage, qu'il rencontre en 1952 par l'intermédiaire du pianiste William Masselos, qui devait à ce moment-là créer aux États-Unis la Seconde Sonate pour piano de Pierre Boulez, dont la partition avait été rapportée par Cage depuis Paris. N’ayant pas trouvé le moyen de travailler la pièce, Masselos céda sa place à Tudor, qui s'était de son côté mis à travailler l’œuvre pour lui-même, étudiant notamment le contexte littéraire et artistique entourant sa création. Ce fut le début d'une collaboration suivie entre Cage et Tudor. Le compositeur écrira notamment à l'intention du pianiste des pièces telles que : Music of Changes, son concerto pour piano et orchestre, composé en utilisant le hasard et le Yi jing, dédié également à David Tudor, ainsi que le célèbre 4′33″, interprété par David Tudor le 29 août 1952, au Maverick Concert Hall (en) de Woodstock.
Il enseigne à l'Internationale Ferienkurse für Neue Musik de Darmstadt, dans le land de Hesse, en Allemagne, de 1956 à 1961, puis se consacra à la composition. Il écrivit des œuvres de musique électronique, souvent commandées par le chorégraphe Merce Cunningham. Reunion (1968), composée avec Lowell Cross, inclut un jeu d'échecs, dont chaque mouvement déclenche un effet de lumière ou une projection. À la création, le jeu d'échecs vit s'affronter John Cage et Marcel Duchamp.
En 1969, Tudor créa le premier studio de musique électronique indien, à l'Institut National pour le Design (en) à Ahmedabad, dans l'état du Gujarat.
Après la mort de Cage en 1992, Tudor devient le directeur musical de la Merce Cunningham Dance Company. Parmi les nombreuses œuvres créées pour la compagnie, Tudor composa Soundings: Ocean Diary (1994), la partie électronique d'Ocean, qui était conçu par John Cage et Merce Cunningham, avec une chorégraphie de Merce Cunningham, de la musique orchestrale de Andrew Culver (en), et des décors de Marsha Skinner.
Tudor meurt à Tomkins Cove, New York, à l'âge de 70 ans.

## Œuvres
- (en) Anke Kempkes, David Tudor et Broadway 1602, Rainforest : David Tudor : composers inside electronics, New York, Broadway 1602 Publ, 2014 (OCLC 904740169)

### Discographie
- 2014 : Music from the Tudorfest : San Francisco Tape Music Center 1964, David Tudor; Dwight Peltzer; Pauline Oliveros; Michael Callahan; John M Chowning (lieu= : Brooklyn, NY| éditeur : New World Records) (OCLC 897429003)